# Назарук Євгенія Іванівна
Євгенія Іванівна Назарук (нар. 31 січня 1967, Мальоване, Млинівський район, Рівненська область) — українська письменниця, учитель української мови і літератури.

## Життєпис
Євгенія Іванівна Назарук народилася 31 січня 1967 року в селі Мальоване Млинівського району Рівненської області. Мама, Ганна Олексіївна, сільська вчителька історії, передала у спадок своїй пізній дитині хист до літератури і малювання, а ще навчила любити рідну землю Батько, Іван Миколайович, звичайний сільський трудівник, працював в колгоспі, і захоплювався бджільництвом. Саме він прищепив Євгенії відчуття краси, довершеності й смак до пасічникування.
Після навчання у Мальованській восьмирічній школі подальшу освіту здобувала у середній школі с. Новоукраїнка, долаючи шлях понад 6 кілометрів.
Після закінчення школи вступила на філологічний факультет (спеціальність: українська мова і література) Луцького педагогічного інституту ім. Лесі Українки (сьогодні Східноєвропейський національний університет імені Лесі Українки).
За фахом почала працювати в 1987 у Лищенській загальноосвітній школі Луцького району, працює там і донині. Має звання старшого вчителя, методист.
Журналіст і письменник Святослав Бородулін запросив Євгенію у районну літературно-мистецьку студію «Зорі над Стиром». ЇЇ привітно зустріли в обласній газеті «Волинь-нова», підтримав Євгенію Іванівну і тодішній голова Волинської обласної організації Національної спілки письменників України, покійний нині Василь Гей.
У 2005 році нагороджена дипломом лауреата обласної премії імені Лесі Українки.
ЇЇ першою поетичною книгою стала «Ніч на моєму плечі» (2005), а згодом з'явилася і друга — «Танець бджоли» (2010). У 2015 році побачили світ одразу дві книжки Євгенії Назарук: поетична «Медунки у грудні» та прозові морфологічні казки «Гостини в частин мови».
Вона — лауреат обласного конкурсу «Вчитель року-2003», науковий керівник науково-дослідницьких робіт, нагороджена Почесною грамотою Міністерства освіти і науки України, дипломами та грамотами обласного та районного відділів освіти державної адміністрації.
Поетичні та публіцистичні твори Євгенії Назарук публікувалися у часописах «Педагогічний пошук», «Дивослово», «Дзвін», в альманасі Волинської обласної організації НСПУ «Світязь» та багатьох інших періодичних виданнях.
З 2012 року перебуває в лавах Національної спілки письменників України.
Лауреат обласної премії ім. А. Кримського (2017).
Має двох дітей — Роман і Анна.

## Праці
Література:
1. Назарук Є. І. Гостини в частин мови: морфологічні казки / Є. І. Назарук. — Луцьк: Надстир'я, 2015. — 68 с. : кол. іл.
2. Назарук Є. І. Медунки у грудні: поезії / Є. І. Назарук. — Луцьк: Надстир'я, 2015. — 116 с.
3. Назарук Є. Ніч на моєму плечі: поезії / Є. Назарук. — Луцьк: Волин. обл.. друк., 2005. — 64 с.
4. Назарук Є. І. Танець бджоли / Є. І. Назарук. — Луцьк: Волин. обл. друк., 2010. —  75 с.
5. Назарук Є. Везуть дуби ; Поранений птах ; Ніч на моєму плечі ; Світанок ; Літнє панно / Є. Назарук // Світязь: альм. Волин. орг. Нац. Спілки письменників України. — Луцьк, 2003. — Вип. 9. — С. 42–45.
6. Назарук Є. Володимир Лучук (1934—1992) / Є. Назарук // Волинь літературна. — Луцьк, 2005. –  Вип. 2. — С. 49–52.
7. Назарук Є. Кому й чому важка наука рідномовності? / Є. Назарук // Світязь: альм. Волин. орг. Нац. Спілки письменників України. — Луцьк, 2009. — Вип. 15. — С. 179—183.
8. Назарук Є. Любов з очима ластівки ; На зупинці ; Сумує жінка… [та ін.]: вірші / Є. Назарук // Світязь: альм. Волин. обл. орг. Нац. Спілки письменників України / упоряд. В. С. Гей. — Луцьк, 2001. — Вип. 8. — С. 58–61.
9. Назарук Є. Останній день у Сурамі ; Сльоза ; Освідчення художника ; Шукаю лицаря: поезії / Є. Назарук // Світязь: альм.  Волин. орг. Нац. Спілки письменників  України. — Луцьк, 2006. — Вип. 12. — С. 71–76.
10. Назарук Є. Вихор у долі народу / Є. Назарук // Дзвін. — 2005. — № 8. — С. 140—141.
11. Назарук Є. Відпустила: вірш / Є. Назарук // Волинь–нова. — 2014. — 8 листоп. — С. 6.
12. Назарук Є. «Григорові Тютюннику» ; «Трава чорнобиль і земля — чорнобиль» ; «Свята» ; «Заснула ніч» ; «Світанок» ; «Недавно дощ зашепотів» / Є. Назарук // Пед. пошук. — 2002. — Вип. 4. — С. 91–92.
13. Назарук Є. Дивачка: вірш / Є. Назарук // Волинь–нова. — 2013. — 23 лют. — С. 8 ;  Літ. Україна. — 2015. — 23 квіт. — С. 8.
14. Назарук Є. Любов як задавнений злочин // Волинь–нова. — 2014. — 20 груд. — С. 6.
15. Назарук Є. Між нами — відстань: вірш / Є. Назарук // Волинь нова. — 2009. — 7 берез. — С. 9.
16. Назарук Є. Мольфарка: вірш / Є. Назарук // Волинь–нова. — 2015. — 21 берез. — С. 6.
17. Назарук Є. Мов по лезу до тебе я  йшла: вірш / Є. Назарук // Волинь–нова. — 2015. — 23 трав. — С. 7.
18. Назарук Є. На зупинці: вірш / Є. Назарук // Волинь–нова. — 2013. — 12 січ. — С. 6.
19. Назарук Є. Невже багаття згасло? : вірш / Є. Назарук // Волинь–нова. — 2010. — 22 черв. — С. 5.
20. Назарук Є. Оптичний обман: вірш / Є. Назарук // Волинь–нова. — 2015. — 17 жовт. — С. 12.
21. Назарук Є. Ти був схожий на вітер: вірш/ Є. Назарук // Волинь–нова. — 2015. — 11 лип. — С. 7.
22. Назарук Є. Фатальний мужчина: вірш / Є. Назарук // Волинь–нова. — 2015. — 12 верес. — С. 8.
23. Назарук Є. Хто ти? : вірш / Є. Назарук // Волинь–нова. — 2012. — 10 листоп. — С. 8.
24. Назарук Є. Ця жінка … : вірш / Є. Назарук // Волинь–нова. — 2015. — 20 черв. — С. 6.
25. Назарук Є. Як я досі без тебе жила? : вірш / Є. Назарук // Волинь–нова. — 2015. — 8 серп. — С. 7.